# Histoire des chemins de fer en France, tome premier, 1740-1883
Histoire des chemins de fer en France, tome premier, 1740-1883 est le premier tome d’une série de trois ouvrages de François Caron consacrés à l’histoire des chemins de fer en France publié en 1997 aux éditions Fayard.

## Détail des chapitres

### Première partie: la naissance du chemin de fer en France – 1740-1842
Le système de transport pré-ferroviaire était constitué d’un réseau de routes principales, centré sur Paris, et secondaires, sous la responsabilité des autorités locales, complété d’un réseau de canaux reliant les principaux fleuves navigables. Le corps des Ponts et Chaussées avait développé une stratégie d’aménagement du territoire combinée avec une analyse économétrique fondée sur l’utilisation des différentes parties de ces réseaux.
L’augmentation des échanges commerciaux ainsi que le début de la révolution industrielle conduisirent à la construction par les frères Seguin de la première ligne de chemin de fer entre Saint-Étienne et Andrézieux en 1827, pour relier les mines de houille de Saint-Étienne au Rhône. La traction animale fut remplacée par des locomotives à vapeur Seguin en 1844, inspirées des Stephenson anglaises. Ce nouveau mode de transport suscita rapidement des questions d’ordre politique, technique et financier ainsi que l’enthousiasme des progressistes Saint Simoniens et les résistances des transporteurs routiers et des aubergistes.
Le premier modèle français de chemin de fer fut l’objet d’âpres débats techniques sur le tracé direct ou indirect du réseau, politiques et juridiques avec l’établissement du modèle de la concession, financiers avec l’intervention de la grande banque comme pourvoyeur de capitaux nécessaires à la création de l’infrastructure et enfin techniques avec la création d’atelier de fabrication de locomotives Le Creusot et Koechlin. La loi du 11 juin 1842 semblait avoir défini le cadre institutionnel nécessaire au développement des chemins de fer : concession à durée limitée et subvention à la construction de l’infrastructure.

### Deuxième partie: une culture des réseaux – 1842-1869
Jusqu’en 1849, l’évolution de l’industrie est chaotique, fondée sur une méfiance réciproque entre les intérêts privés et l’administration qui par le biais de l’adjudication de concessions cherche à en contrôler la rentabilité et la durée. Ce système est abandonné après la révolution de 1848 et l’État concède un monopole par concession de longue durée avec une garantie d’intérêt, assorti de différentes contraintes (encadrement des tarifs, fréquence des horaires et traitement égal des clients). Cette trilogie permet à l’administration de Napoléon III de « créer les conditions favorables à la mobilisation de l’épargne et l’orienter dans les grands travaux ». La menace de la concurrence fut utilisée pour forcer les compagnies à créer ou absorber des réseaux secondaires par nature moins rentables mais électoralement souhaitables. Les émissions d’actions et surtout d’obligations explosent pour financer l’infrastructure jusqu’en 1856. Le réseau ferroviaire se structure autour de 6 grandes compagnies (Nord, Est, PLM, Midi, Paris-Orléans et Ouest). La convention de 1859, à la suite de la crise économique de 1857, apporte le soutien financier de l’État par la garantie de 4,65 % pendant 50 ans sur le capital nouvellement déployé dans la construction de nouvelles lignes en contrepartie d’une clause de partage de bénéfice, justifiant le contrôle strict de la comptabilité des compagnies et sonnant de début de la mise sous tutelle progressive de l’industrie. Eugène Flachat prévoit que les compagnies vont s’engourdir dans « le régime des bénéfices limités », mais n’est-ce pas la revanche du corps de Ponts et Chaussées administrateurs sur les ingénieurs civils entreprenants ?
Le développement rapide du réseau permit l’émergence d’une science ferroviaire. La prévention des accidents, initialement fondée sur la responsabilité pénale des agents, fut traitée par une réduction des incidents dans l’exploitation. « L’administration du personnel » qui crût de 27.000 en 1851 à 137.000 en 1869 s’attacha au recrutement et à la formation dans une organisation qui se structurait, de manière hiérarchique, en un service central assurant la direction, la comptabilité et le contentieux, puis dans l’exploitation, dans le matériel roulant et la traction et enfin dans l’entretien et la surveillance de la voie. La hiérarchie définissait les relations d’autorité puisque la sécurité des passagers et des employés ne pouvait être obtenue que par l’obéissance aux ordres et au règlement. La révolution de 1848 donna lieu à trois grandes revendications : le licenciement des mécaniciens anglais, la hausse des salaires et la remise en cause de l’autorité (le droit d’élire les chefs immédiats). Les grèves donnèrent l’occasion aux compagnies de licencier massivement et de réembaucher sélectivement.
Dans les années 1850, les responsables de réseaux développent des techniques visant à réconcilier sécurité d’exploitation et rentabilité des capitaux investis. Dans l’infrastructure, de nombreuses innovations dans la mécanisation du terrassement ou le percement de tunnels (perforatrice à air comprimé doublée de l’utilisation d’explosifs) virent le jour, ainsi que la construction de nombreux viaducs, d’abord en maçonnerie, puis en fonte, permettant un montage rapide sur place. Dans la signalisation, la réticence initiale à l’utilisation du télégraphe et de l’électricité fut vaincue après 1870. La traction vit d’innombrables améliorations visant à réduire la consommation spécifique de charbon, à augmenter la capacité d’emport tout en assurant un freinage efficace. 1850 voit des trains de marchandises de 45 wagons de 10 tonnes se déplaçant à 50 km/h. Le matériel roulant à 3 classes s’agrémente progressivement de chauffage, d’éclairage et de WC rudimentaires. Enfin les dépôts et plus encore les gares se métamorphosent pour devenir de grands bâtiments néoclassiques. A Paris les gares initiales sont reconstruites plus grandes dans les années 1860. A cette date, l’acier reste cependant un produit de luxe réservé aux aiguillages ou aux essieux, et il faut changer les rails en fer sur Paris-Creil tous les 5 ans.
Les relations entre les messageries (route) et le rail furent rapidement conflictuelles, la route gardant un avantage de vitesse et de flexibilité sur les petits trajets comme Paris-Reims. Cependant le trafic routier marchandise, qui était cinq fois supérieur au rail en 1851, est 55 % inférieur en 1869, et le trafic passager suit la même tendance. La voie d’eau présente une concurrence réelle pour les marchandises, et la concurrence entraîne la baisse des tarifs sur les deux modes de transports. Le pouvoir impérial concède des baisses de charges au bateliers et à partir de 1880 l’administration réglemente la concurrence en régulant les tarifs du rail sur les lignes parallèles aux canaux. Dès 1860, l’administration fait pression sur les compagnies pour qu’elles généralisent les baisses de tarifs pour augmenter le trafic, ce qui permet d’amortir les frais fixes.
Le graphique de circulation, qui permet aux ingénieurs de gérer efficacement l’utilisation des voies, se généralise vers 1858 et permet de gérer des services différents. La grande vitesse est utilisée pour la poste et les denrées périssables ainsi que pour les passagers longue distance. Le service passager est complexe avec des obligations de 3 services par jour et des flux déséquilibrés, par exemple périphérie vers ville le matin, et l’inverse le soir. Beaucoup de trains circulent donc presque vides. La vitesse augmente : en 10 heures un passager peut se rendre en 1840 à Rouen, Amiens ou Reims et à Strasbourg, Londres ou Genève en 1870. Les compagnies se désolent de la préférence des clients pour la troisième classe par « esprit d’économie » (65 % des passagers en 1868) et y développent une incommodité calculée qui rebute des voyageurs potentiels. Les tarifs voyageurs stagnent, la seule réduction significative portant sur le tarif aller-retour, contrairement aux tarifs marchandises qui suivent le principe de la différenciation qui, selon Jules Dupuis, « fait payer à ceux qui passent sur une voie de communication un péage proportionnel à l’utilité qu’ils retirent du passage ». L’architecture des tarifs repose sur la classification des marchandises en fonction de leur valeur et de la distance parcourue, et leur baisse doit favoriser l’augmentation de la demande. La problématique du prix de revient reste complexe car elle combine entre autres l’augmentation de la productivité, le difficile contrôle des salaires, la réduction des coûts par le progrès technique et le taux d’utilisation de l’infrastructure (économies d’échelle). La politique de rentabilité privée et les contraintes de service public « devraient à long terme se révéler incompatibles ». Les dividendes des compagnies augmentent jusqu’en 1863 (à l’exception de la crise de 1848-1850) puis se stabilisent jusqu’en 1883. La rentabilité nécessite une taille importante et un axe à grande intensité de circulation pour compenser les pertes des petites lignes imposées aux grandes compagnies par la convention de 1859. Trois facteurs expliquent la performance du chemin de fer : l’effet de capacité, la baisse des prix des fournitures et le progrès technique. Les deux principaux défis à cette période sont la maîtrise de l’avance technologique et l’organisation des services qui sont mieux compris à partir de 1870 et font entrer le train dans l’ère de l’organisation, de l’électricité et de l’automatisme.

### Troisième partie: le compromis républicain
L’Armée avait influé sur le tracé du Paris-Strasbourg par Nancy qui éloignait cet axe vital des frontières avec l’Allemagne, mais l’utilisation militaire des chemins de fer restent sous-optimale en 1870. La formation de régiments est compliquée par leur recrutement inter-régional, et la mobilisation de 1870 résultat dans un grand désordre et dans la perte rapide d’une partie du réseau de l’Est dont un sabotage efficace rendit l’exploitation difficile aux Allemands. Cette crise des transports dure jusqu’en 1872, menaçant le trafic de marchandises qui reste désorganisé, mettant en exergue l’insuffisance du réseau (ligne à voie simple, peu de lignes de contournement) et rendant la position des grandes compagnies associées au bonapartisme délicate dans la nouvelle république.
La contestation prend tout d’abord la forme du développement de réseaux secondaires (la « vicinalité ferroviaire » principalement en Vendée, en Charentes et autour de Paris) dont la rentabilité fut toujours problématique, puis par une intervention de plus en plus forte de l’État prônée par les républicains gambettistes dans la gestion des compagnies et dans la création de nouvelles lignes allant jusqu’à la nationalisation. Simon Philippart commence en 1865 une opération de consolidation de lignes secondaires dans le Nord (Hainaut), autour de Paris (Orléans-Rouen) constituant malheureusement un réseau disparate qui conduit à une faillite retentissante en 1877. À partir de 1878, la rentabilité retrouvée des grandes compagnies attise les convoitises et abouti à la convention de 1883 modernisant l’exploitation et forçant une politique tarifaire plus dynamique particulièrement pour les passagers. De surcroît, l’État commence lui-même la construction de lignes transversales sous l’impulsion de Charles de Freycinet, ministre des travaux publics : le plan Freycinet de 1878 prévoit la construction de 16.000 km de lignes d’intérêt général, dont une partie par l’État, mais son financement est problématique.
Le budget de 1883 sonne le glas des ambitions ferroviaires de l’État et aboutit à la convention de 1883. La rentabilité retrouvée de compagnies et la perspective d’une croissance du trafic leur permet la construction de lignes nouvelles, l’abaissement des tarifs et l’amélioration du service. Les compagnies ont atteint un nouveau stade de maturité avec la standardisation des gares et des ouvrages d’art, l’utilisation croissante des freins à air comprimé Westinghouse et l’amélioration du confort des passagers avec l’adoption des voitures à couloir.

### Quatrième partie: La France transformée
Le développement des chemins de fer a favorisé le développement de nombreuses industries, à commencer par la sidérurgie pour laquelle ce marché représente jusqu’à 18 % de la production, et qui bénéficie de ces volumes pour industrialiser de nouvelles technologies (acier Bessemer). De nouvelles industries comme la fabrication de machines à vapeur sont créées. Mais l’économie française est surtout transformée par la croissance du trafic de marchandises (+10 %/an entre 1851 et 1869 et encore +4,2 % / an entre 1869 et 1882). Pour les produits agricoles, les foires et les grossistes disparaissent au profit de commis voyageurs mettant directement en relation les producteurs (lait, vin, bestiaux, céréales) avec les distributeurs ainsi que les campagnes désenclavées avec les villes. La transformation de l’industrie est accélérée : tout d’abord certaines activités locales se contractent ou disparaissent (le forgeron local) mais l’ouverture du territoire est un catalyste à la concentration industrielle dans des usines raccordées au réseau de chemin de fer, qui joue un rôle critique dans la localisation de ces nouvelles industries.
Le transport passager croit de 70 % entre 1869 et 1882 pour atteindre 189 millions de voyageurs, transformant les relations entre les centres urbains et leurs banlieues (opérations immobilier créant de nouvelles zones résidentielles comme celle de Nicolas Levallois développant la commune du même nom), entre les différentes régions de France, jusqu’au voyage touristique. Le tourisme se développe grâce à trois orientations : l’amélioration du confort des rapides à longue distance, l’élargissement de l’offre à la seconde classe et la prise en compte de la demande touristique. Les guides touristiques sont initialement publiés par les compagnies, Hachette crée en 1853 la « Bibliothèque des chemins de fer », et Auxcouteaux de Conty introduit en 1862 des guides au style direct donnant de nombreux conseils pratiques autour des lignes comme Paris- Le Havre. Les stations thermales et climatiques peuvent même attirer des étrangers (un sixième de la clientèle à Vichy en 1860). Les pèlerinages de Lourdes et Paray le Monial négocient des tarifs avec les compagnies et font procession de la gare à l’église. Le corps médical s’émeut des conditions de voyages, en particulier de la rétention d’urine due à l’absence de commodités, et des repas trop rapides aux arrêts de 20 minutes. Miroir de la société, les trains sont aussi les lieux d’assassinats, comme dans le roman La bête humaine de Zola ou d’agressions sexuelles comme montré dans le roman Ce cochon de Morin de Maupassant.
Après une courte phase de rejet, les artistes s’emparent de cette nouvelle technologie tant dans ses images que dans son vocabulaire (Jacques Noiray évoque au sujet des locomotives « la double série métaphorique du bouillonnement diabolique et de l’animalité monstrueuse »). De nombreux ouvrages évoquent l’univers ferroviaire comme Les Sœurs Vatard ou A rebours de Huysmans, La Bête humaine de Zola, Les Chemins de fer ou Un pied dans le crime de Labiche. En peinture, Charles Daubigny illustre l’opposition entre le calme pastoral et le chemin de fer destructeur de cet ordre. L’intégration du thème se fait progressivement avec les Impressionniste avec Train dans la campagne de Monet en 1870, Le Chemin de fer (1873) de Manet, mais surtout une série de tableaux sur la Gare Saint Lazare de Manet en 1877.
Les 237.000 agents des chemins de fer sont devenus un groupe social important. Après un recrutement principalement militaire, les agents d’exploitation sont ensuite principalement recrutés parmi les enfants des agents. Les Arts et Métiers fournissent les ouvriers spécialisés et l’encadrement subalterne, l’école Centrale l’encadrement supérieur et quelques dirigeants comme les directeurs du Nord Jules Petiet et Félix Mathias, et l’École polytechnique pour les dirigeants (issus principalement du corps de Ponts & Chaussées). La société cheminote est éclatée en de multiples services source de friction aux interfaces (typiquement entre le chef de gare et de conducteur du train). Il existe néanmoins une culture commune fondée sur une éthique de travail nécessaire à la sécurité et à la ponctualité des trains, mais aussi sur le commissionnement de certains travailleurs qualifiés, équivalent à une garantie de l’emploi, afin de préserver les savoir-faire parfois acquis dans des écoles de formation des compagnies. La promotion à l’ancienneté prend progressivement le pas sur la promotion au mérite, les compagnies mettent en place un régime de retraite par capitalisation dans des caisses de retraite maison, des caisses de secours et un service médical permettant un traitement rapide des nombreux accidents du travail.

### Conclusion
Le caractère original des chemins de fer en France s’articule autour de trois axes : la recherche de la perfection dans la conception des infrastructures (issue de la culture des Ponts & Chaussées), la diversité des solutions adoptées dans tous les domaines de la technologie (chaque réseau développant ses propres solutions) et enfin la forte dépendant à l’égard du travail des agents (émergence d’une culture respectueuse des savoir-faire et de la discipline individuelle et collective). L’organisation des compagnies s’est figée pour devenir hiérarchique et « paperassière » et une culture cheminote (même si le mot n’existe pas à l’époque) a progressivement émergé. Institutionnellement, la concession à long terme, la garantie d’intérêt et le monopole sont la contrepartie d’une lourde tutelle de l’État qui contrôle la politique d’investissement et les tarifs. Les chemins de fer ont envahi la vie quotidienne des Français : la concurrence entre entreprises s’est intensifiée par ouverture géographique de nouveaux marchés, et les Français sont devenus des voyageurs qui ont beaucoup souffert de la stratégie de l’inconfort seulement partiellement abandonnée en 1880.

## Réception
Le livre est reconnu dans les milieux universitaires comme une contribution importante à l'histoire de chemins de fer. Georges Ribeill en fait une analyse dans Annales, Histoire, Sciences Sociales, et John P. McKay dans The American Historical Review, dans laquelle il note que le livre est « une synthèse fascinante de recherche originale, de sources secondaires, de thèses universitaires, souvent écrites sous sa direction ». 